# 旧金山大学
旧金山大学（英语：University of San Francisco, USF）是一所位于美国加利福尼亚州旧金山市的私立天主教大学。成立于1855年。 旧金山大学是第一所在旧金山成立的大学。它也是加利福尼亚州第二古老的高等院校和第十古老的天主教大学。旧金山大学是美国第八大天主教大学。
旧金山大学的主校区占地50英亩（20公顷），坐落在金门大桥和金门公园之间。旧金山大学有一个很合适的绰号叫“山顶（The Hilltop）”，因为校园位于旧金山的主要山丘之一的顶峰。旧金山大学的校训是“为了城市和大学”（For the City and University），校训反映了旧金山大学与旧金山县市的历史联系。
旧金山大学的天主教身份象征植根于耶稣会创始人圣依纳爵·罗耀拉。天主教的特点是“思想的生命与世界的相遇”，他们用杰出的智慧和人道主义活动来完成这个使命 ，尤其是在高等教育，人权和社会正义的领域。
旧金山大学的包容性的建校理念吸引来自不同的宗教传统和有着不同理念的学生和教师。然而，天主教在伸张正义方面的行动在社区服务，思考静修，校园内外的宗教界限的课程和工作中是显而易见的。
旧金山大学8772名学生由来自75个国家，所有五十个州（包括华盛顿特区，波多黎各和关岛）的学生组成。在学生的多样性和国际学生的入学率方面，旧金山大学在国家排名的前15名内。旧金山大学著名于它的公共服务（麦卡锡中心），它的世界著名的环太平洋地区研究（亚洲和美洲研究）和国家认可的法律，教育，商业，护理和环境管理等领域的研究生课程。

## 历史

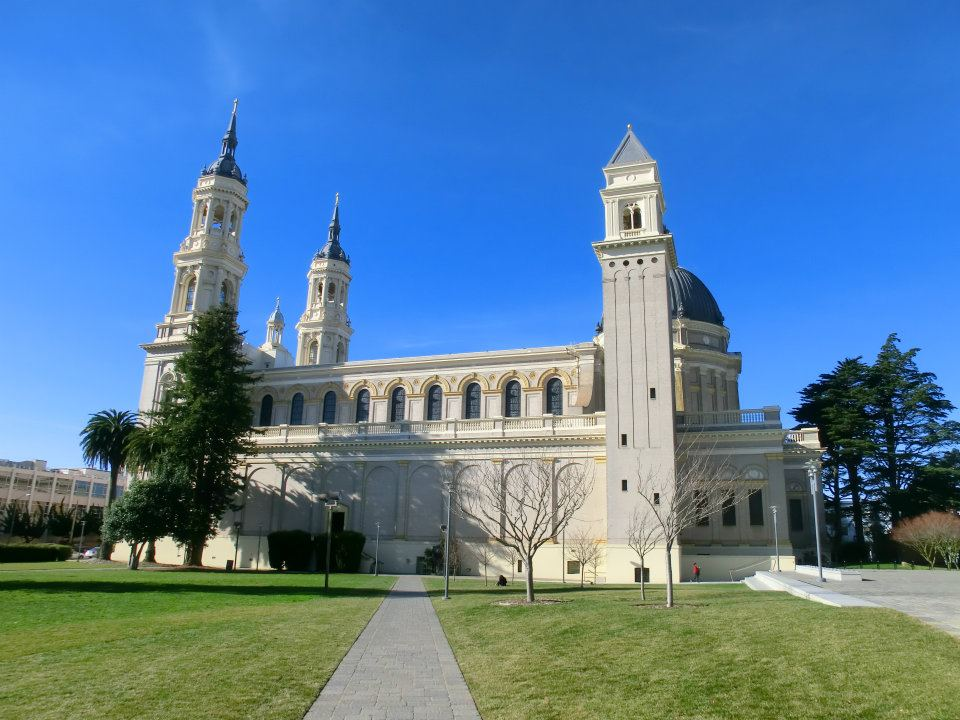
从东边望向圣依纳爵教堂

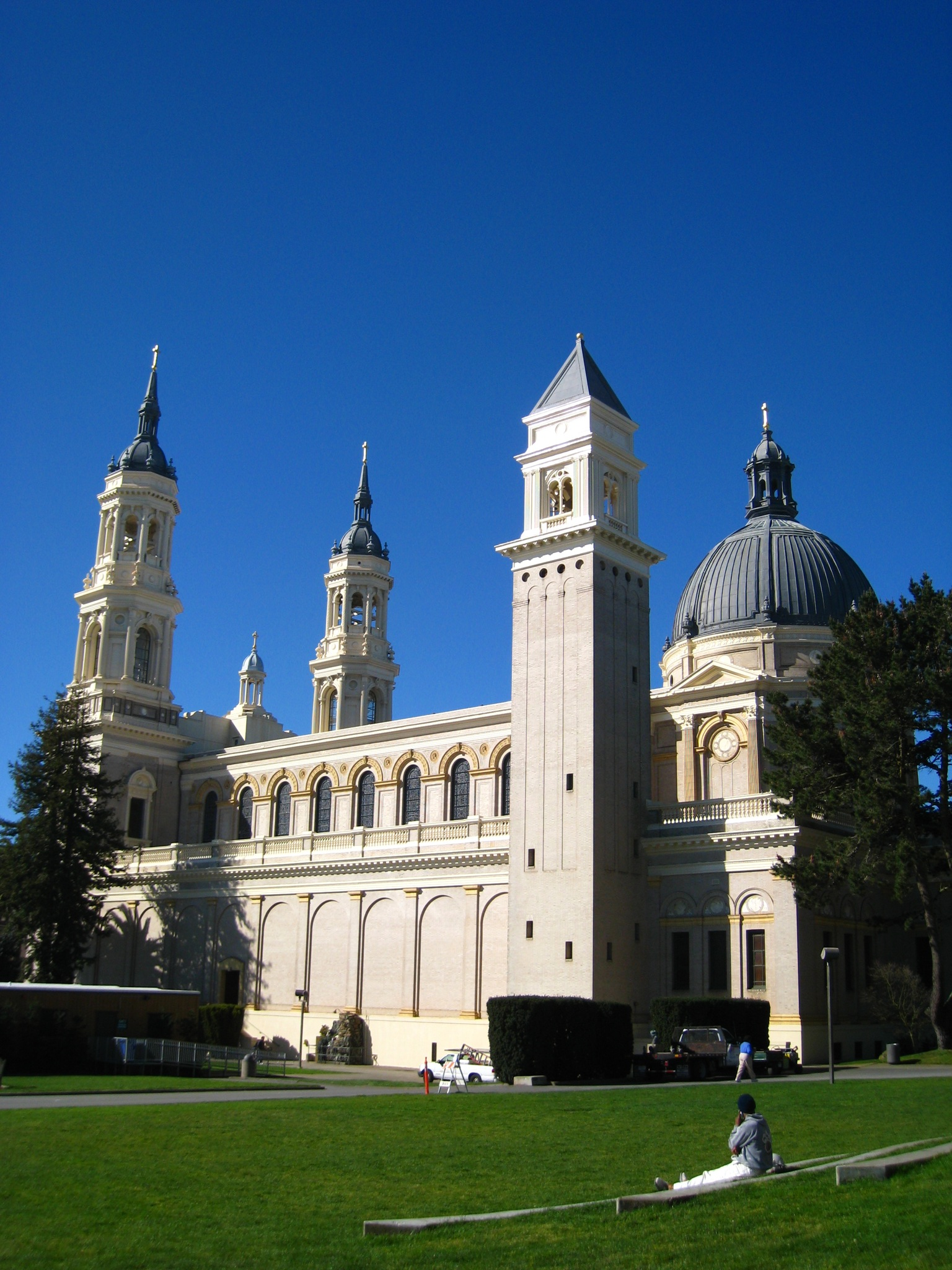
圣依纳爵教堂

旧金山大学最早名叫“圣依纳爵学院”（Saint Ignatius Academy），它由意大利耶稣会士安东尼·马修牧师、约瑟夫·比波牧师、迈克尔·阿考迪牧师三人共同创建，位于旧金山市场街，后来成为旧金山市场中心的建筑物。1859年4月30日，加利福尼亚州州长约翰·B·韦勒签署政府文件，正是命名为“圣依纳爵书院”（St. Ignatius College）。原有课程包括希腊语，西班牙语，拉丁语，英语，法语，意大利语，代数，算术，历史，地理，演讲，和会计。马卡斯神父（Father Maraschi）是学校的第一任校长，同时也是一名教授、财务主管和牧师。
新校址建于1862年，1863年6月，旧金山大学第一个学位艺术硕士学位颁发给学生。
1880年，学校再次搬迁，1906年，旧金山大地震，学校全部被地震摧毁。1927年，学校搬迁到山区的南坡。
1930年，学校正式命名为“旧金山大学”。
1964年，旧金山大学正式男女同校。
1969年，旧金山大学的高中部独立分出，搬迁到旧金山西部。
2005年10月，旧金山大学成立150周年。
目前，旧金山大学五个学部有8772名学生和506教职员工。

## 校园

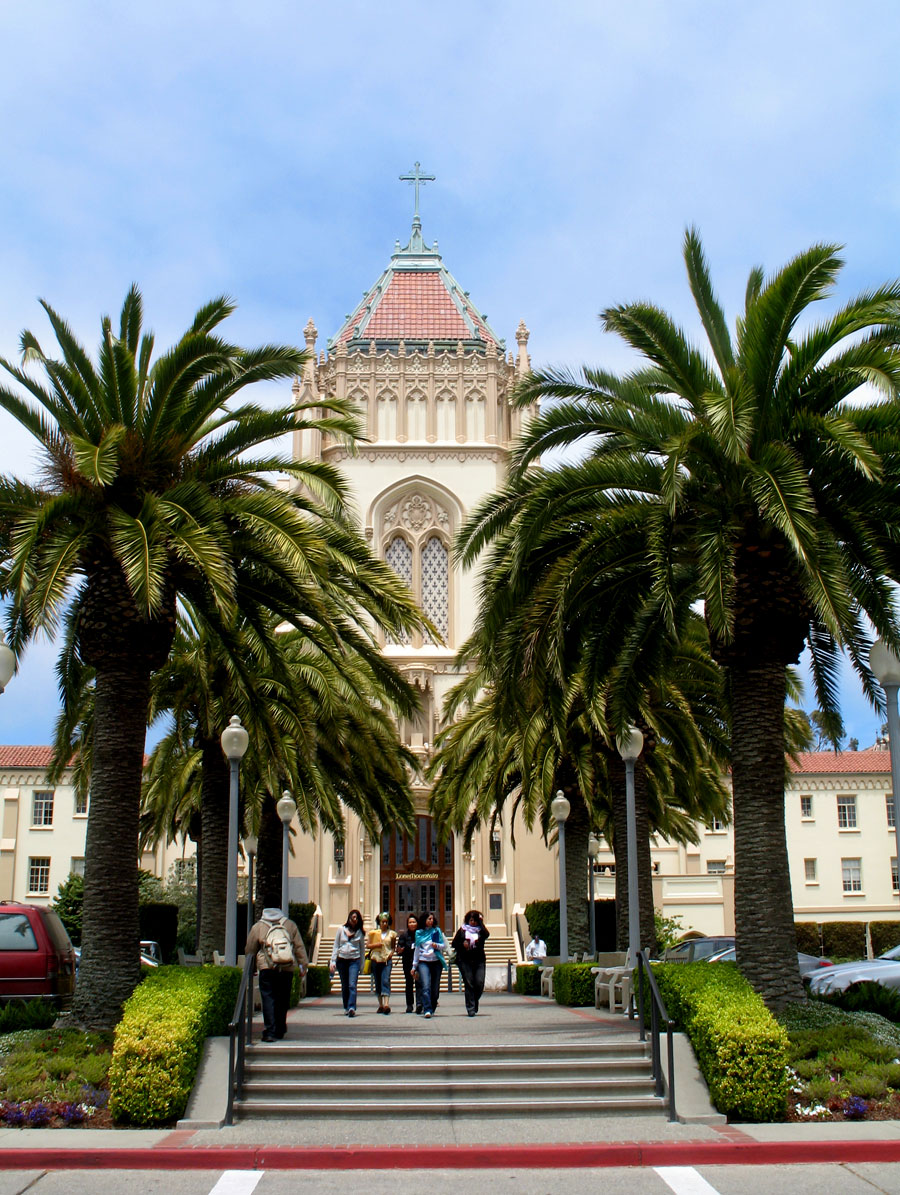
Lone Mountain校区主楼

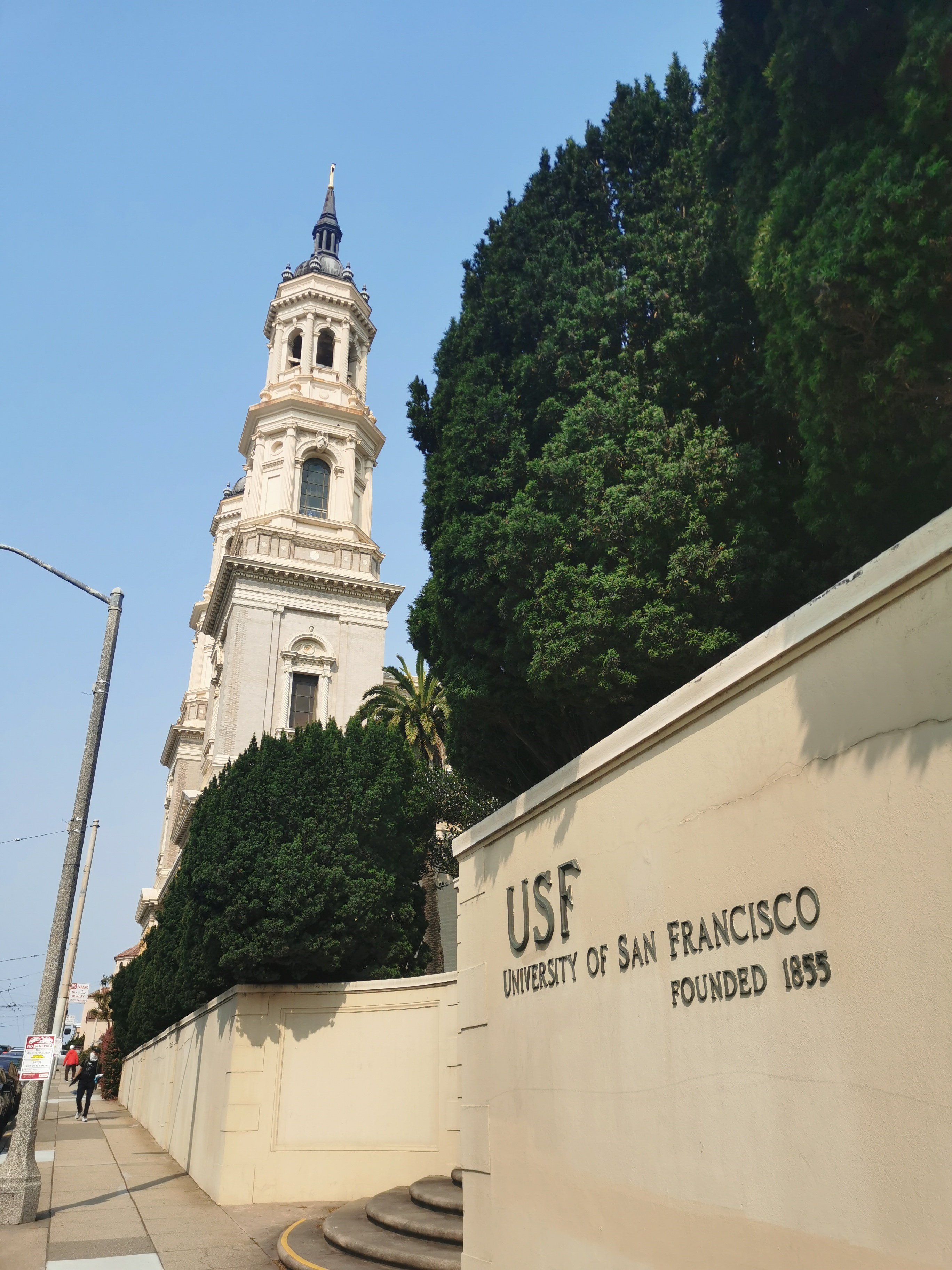
舊金山大學南校區

### 教学楼
- 科威尔楼 (Cowell Hall)
- 哈尼科学中心 (Harney Science Center)
- 卡尔曼罗维茨楼 (Kalmanovitz Hall)
- 法学院 (School of Law)
- 狼山校区主楼 (Lone Mountain Main Building)
- 麦克拉伦会议中心 (McLaren Conference Center)
- 教育学院 (School of Education)
- 大学中心 (University Center)
- 科学与创新中心 (Center for Science and Innovation)[8]

## 校内华人学生组织
旧金山大学校内有着众多学生社团，其中不乏由华人学生主导的组织。
- Chinese Students and Scholars Association（中国学生学者联谊会），简称 CSSA，主要服务与帮助在校的中國大陆留学生。
- Hong Kong and Macau Student Association（三藩市大學港澳學生會），簡稱 HKMOSA，主要協助港澳留學生適應美國大學生活，及向美國本地學生宣傳港澳地區獨特的廣東文化。
- Sino-Heritage Association（旧金山大学孤山会），简称 SHA，以“弘扬传统文化、秉习君子之道、搭建中西平台”为宗旨，以奉行“大愿同行，动静等观”为核心价值，为在校中外学生建立文化交流、学习及友好互信的平台。[9]
- Asian Entrepreneurs Club（旧金山大学亚洲创业家俱乐部），简称 AEC，为未来的亚洲企业家、创业家创造提升商业素质、建立商业人脉平台。
- Taiwanese Student Association（臺灣學生會），簡稱 TSA。